# 雷·卡迪厄
雷·卡迪厄（法語：Ray Cadieux，1941年12月27日—），加拿大男子冰球运动员。他曾代表加拿大参加1964年和1968年冬季奥林匹克运动会冰球比赛，其中1968年冬季奥运会获得一枚铜牌。